# نوووترویسک
شهر نوووترویسک (به روسی: Новотроицк) در کشور روسیه و در اوبلاست ارنبورگ واقع شده‌است.